# Philygria pappi
Philygria pappi är en tvåvingeart som beskrevs av Hollmann-schirrmacher 1998. Philygria pappi ingår i släktet Philygria och familjen vattenflugor.
Artens utbredningsområde är Afghanistan. Inga underarter finns listade i Catalogue of Life.